# 無線と実験
『無線と実験』（むせんとじっけん）は、誠文堂新光社が刊行する月刊誌。
初期は表題通り無線通信に関する実験（アマチュア無線）の記事が中心であった。エレクトロニクスを総合的に扱った時代を経て、Hi-Fiオーディオ関係の記事が主になり1984年に『MJ 無線と実験』（「Musen & Jikken」から）に改題。2024年1月号（2023年12月10日発売）より、年4回発行の季刊誌となる。

## 歴史
日本のラジオ放送開始の前年である1924年（大正13年）にラジオ放送聴取のための技術啓蒙雑誌として創刊された。当時の発行元は東京医学電気（「伊藤超短波」を経て現在は「バイオフィジックス株式会社」）を興した伊藤賢治の無線実験社で、同社は後に当時の誠文堂（1935年に「新光社」を吸収し現社名となる）に吸収された。
初期の頃は表題どおりに実験的な記事があったがやがて受信機の製作記事が増え、製品の紹介が増えた。
その後、エレクトロニクスを総合的に扱うようになる。1954年7月号にはダイオードを改造してトランジスタを作る記事もあった。やがて、オーディオ関係の記事が主になってゆく。
1960年代後半、誠文堂新光社は『電子展望』を創刊、そちらでエレクトロニクスの専門的な内容を扱うようになる。
ラジオでの音楽鑑賞の主流がAMからFMに替わる1970年代には、FMエアチェックがオーディオの楽しみ方の主流となっていた。1980年代になってレンタルレコードが出来るまでは、オーディオの楽しみはラジオ受信の楽しみでもあった。
1973年に、秋田大学助教授の金田明彦がDCアンプ(Direct-coupled amplifier)についての連載を同誌で開始して以来、それまでのアンプの常識を覆しDCアンプが現代アンプの基本形として定着した。
また、1982年頃には元パイオニアの木下正三がダブルウーファーとホーンスピーカーの実験を連載した。木下はパイオニアを退職後、レイオーディオを設立。バーチカルツインモニタースピーカーがスタジオモニターの代名詞となった。本社移転前の誠文堂新光社の視聴室にも大型のバーチカルツインモニターが設置されていた。
2023年10月10日、2024年1月号（2023年12月10日発売）より、年4回発行、3、6、9、12月10日発売（年間4冊・季刊）の季刊誌となることが告知された。